# Дучо ди Буонинсеня
Дучо ди Буонинсèня (на италиански: Duccio di Buoninsegna; * ок. 1255, Сиена, Сиенска република, † 1318 или 1319) е италиански живописец, виден представител на Сиенската школа в първия период на Предренесанса. Твори в готически стил.

## Биография
Житейските сведения за него са доста оскъдни. Смята се, че е обучаван от сиенски майстор, а стилистичните характеристики на произведенията му подсказват, че вероятно е работил като миниатюрист.  
Първото му споменаване в архивите на Сиена датира от 1278 г. във връзка с поръчка на таволета – корица за счетоводна книга – предназначена за Бикерна, една от двете финансови магистратури на града. Този документ позволява на изследователите да изчислят ориентировъчната година на неговото раждане, тъй като подобна задача можело да бъде поверена само на майстор, достигнал пълнолетие. Така годината на раждане на Дучо се поставя между 1255 и 1260 г. Между 1278 и 1295 г. Бикерна му възлага изработването на таволети цели девет пъти, но тези поръчки не му носят значителни доходи. Значително по-сериозни приходи идват от изображения на Мадоната – закрилницата на Сиена, около която в града се формира култ след победата в битката при Монтаперти (4 септември 1260 г.). 
Според теорията, предложена от италианския изкуствовед Роберто Лонги през 1948 г. и подкрепяна от мнозинството учени днес, Дучо вероятно се е обучавал при Чимабуе. Смята се, че между 1270 и 1280 г. е работил в екипа на Чимабуе, създаващ стенописите в Горната църква на Св. Франциск в Асизи. Интересен факт е, че именно през този период Дучо напълно отсъства от архивите на Сиена.
Въпреки че Дучо твори през XIII век, за него е запазена значителна информация. Архивните документи разкриват, че той е независим и темпераментен човек, а зад изяществото и елегантността на творбите му се крие бунтарски дух. Всяка проява на власт поражда неговото недоволство и протест. Първият му известен конфликт с управниците на Сиена датира от 1280 г. Макар същността му да не е уточнена, фактът, че Дучо е глобен със значителната сума от 100 лири, говори за сериозността на случая.
С набиращата популярност и известна стабилност в кариерата си, Дучо проявява смелост и независимост. В епоха, белязана от постоянни войни, той открито се противопоставя на властта. През 1289 г. отказва да положи клетва за вярност към командира на народната милиция, а през 1302 г. се въздържа от участие във военните действия в Марема, което му коства глоба от 18 лири и 10 солди. На 22 декември същата година е санкциониран отново, този път за практикуване на магии – действие, което по онова време не се смята за тежко нарушение, поради което глобата е символичните 5 солди.
През 1292 г. Дучо притежава къща в Кампореджо, близо до църквата „Сан Антонио ин Фонтебранде“, която преди това е принадлежала на баща му, Буонинсеня. Освен това той притежава ниви и лозя в провинцията. По-късно, през 1313 г., художникът закупува дом в сиенския квартал Сталореги, където живее и поддържа своя работилница. Въпреки значителните си притежания Дучо изглежда не е бил добър в управлението на финансите си. Броят на глобите, които му налагат за неплатени данъци, свидетелства за известна небрежност в тази област. Въпреки честите му конфликти с властите, неговият талант е високо ценен, което му позволява да изгради впечатляваща кариера въпреки всички предизвикателства.
Запис в архивите от 3 август 1319 г. свидетелства за смъртта на Дучо. В документа се посочва, че Сер Раниеро ди Бернардо е провел официалната церемония по наследяването, с която децата и съпругата на Дучо, Тавиана, са получили правата върху неговото имущество. От седемте му деца само двама – Галгано и Амброджо – се посвещават на изкуството, но за техните творби и поръчки не са запазени сведения.
Въпреки това, художественото наследство на Дучо продължава чрез неговия племенник, Сеня ди Бонавентура, син на брат му Бонавентура. Сеня оставя значима следа в историята на изкуството, а неговите синове – Франческо и Николо ди Сеня – също се утвърждават като художници.

## Творчество

### Общи характеристики
Дучо ди Буонинсеня е ключова фигура в развитието на сиенската живопис, стремящ се да обнови художествения език, без да се откъсва напълно от византийската традиция. Той успява да съчетае класическите елементи с новаторски подход, създавайки хармонична симбиоза между миналото и настоящето. Неговите произведения се отличават с изтънченост, елегантност и дълбока емоционалност, което ги прави едни от най-ценните примери на Проторенесанса.
Втората половина на XIII век бележи значителен подем в изкуството на Сиена, превръщайки града в център на художествени експерименти. Влиянието на скулпторите Николо и Джовани Пизано, както и на архитекта Арнолфо ди Камбио, допринася за развитието на нови стилови направления. Освен това, местните художници активно пътуват до Франция, за да усвоят последните готически иновации.
Готическият стил на прочутия олтар „Маестà“ поражда хипотезата, че Дучо може да е пребивавал във Франция. Сред аргументите в подкрепа на тази теория са липсата на сведения за него в сиенските архиви през последните години на XIII век и записите в парижките архиви, които споменават резиденцията на „Duch de Siene“ или „Duch le lombart“ на Rue de Precher. Въпреки това, тази версия остава спорна и не е подкрепена с категорични доказателства.

Формирането на Дучо ди Буонинсеня като художник се осъществява под силното влияние на Чимабуе. Според италианския изкуствовед Фердинандо Болоня, този процес започва около 1278-79 г. или дори по-рано. Болоня предполага, че през 1283-84 г. Дучо вече работи в тясно сътрудничество с Чимабуе, като неговото участие в стенописите на Горната църква на Св. Франциск в Асизи е ясно забележимо в някои части на композицията. Тази теория се подкрепя от факта, че Дучо отсъства от сиенските архиви през този период, което може да означава, че е работил извън града, вероятно именно в Асизи.
За съжаление само една творба е подписана от самия Дучо - голямата „Маестà" в Сиенската катедрала. Днес обаче почти никой не се съмнява в приписването на още няколко творби. Това е малката „Маестà“ (Музей на изкуствата, Берн), „Францисканската Мадона“ (Сиена, Пинакотека), „Мадоната с Младенеца“, известна като „Мадоната на Строганов“ (Музей „Метрополитън“, Ню Йорк), „Мадоната с Младенеца с шест ангела" (Национална галерия на Умбрия, Перуджа) и малък „Триптих № 566“ (Национална галерия, Лондон). В допълнение към посочените, почти безспорни произведения на Дучо, днес той е кредитиран с „Полиптих № 47“ (Сиена, Пинакотека). Има няколко други произведения, които се приписват или на работилницата на Дучо, или на съвместната му работа с някого, например „Мадоната с Младенеца (№ 593)“ (Сиена, Пинакотека), която според експерти той изписва заедно с Майстора от Бадия а Изола. Повечето от служителите на работилницата му не оставят имената си.
Смята се, че най-ранният период на Дучо, преди „Мадона Ручелай“, е особено лиричен и че през това време той рисува една от най-изящните си Мадони – Мадона Креволе, която се счита за най-ранната му творба. Произведението, изпълнено в темперни бои и злато върху дърво, първоначално е било част от църквата „Санта Чечилия“ в Креволе, но днес се съхранява в Музея на Сиенската катедрала. На пръв поглед композицията следва традиционната византийска иконография – червено наметало на главата, стилизирани ръце, характерни гънки на дрехите, обшити със злато, типичен византийски нос. Въпреки това Дучо въвежда нови елементи, които я отличават от класическите византийски образци. Светлината върху лицето на Богородица е по-изразена, жестът на Младенеца е по-необичаен, а в ъглите на картината се появяват фино нарисувани ангели, които напомнят за френската готика.

### Мадона „Ручелай“ и последвали творби
„Мадона Ручелай“, създадена от Дучо ди Буонинсеня през 1285 г., е едно от най-значимите произведения на Предренесанса. Олтарната картина, изпълнена в темперни бои и злато върху дърво, е с внушителни размери – 450 x 290 см – и от 1937 г. се съхранява в Галерия Уфици във Флоренция.
Композицията представя Богородица на трон, заобиколена от шест ангела, като следва традиционните византийски канони. Влиянието на Чимабуе е осезаемо, но стилът на Дучо е по-изтънчен и мек. Колоритът е фин, а детайлите – изключително прецизни. Въпреки че изображението е лишено от пластично моделиране, то притежава елегантност и хармония, които го отличават от по-строгите византийски образци.
 

Любопитен факт е, че първоначално творбата е била поръчана от братството Лаудези за църквата „Санта Мария Новела“, но през 1591 г. е преместена в параклиса Ручелай, откъдето идва и съвременното ѝ название. Първоначално картината се намирала в параклиса Ручелай, но през 1591 г. започва да бъде премествана в различни части на катедралата.
Запазен документ от 15 април 1285 г. свидетелства, че братството на Лаудезите е поръчало на Дучо да нарисува изображение в чест на Дева Мария. Въпреки че този документ е публикуван още през XVIII век, споровете около авторството на картината продължават дълго време. През XV век тя е приписвана на Чимабуе, като това мнение е подкрепено и от Джорджо Вазари. Действително, украсата на рамката и жестът на Младенеца напомнят „Маестà“ на Чимабуе, съхранявана в Лувъра. Запазен документ от 15 април 1285 г. свидетелства, че братството Лаудези поръчва на Дучо да нарисува изображение в чест на Дева Мария. Въпреки че този документ е публикуван още през XVIII век, споровете около авторството на картината продължават дълго време. През XV век тя е приписвана на Чимабуе, като това мнение е подкрепено и от Джорджо Вазари. Действително, украсата на рамката и жестът на Младенеца напомнят „Маестà“ на Чимабуе, съхранявана в Лувъра.
Иконографията на „Мадона Ручелай“ също е необичайна – ангелите поддържат трона на Богородица, което е нетипично за традиционните изображения. В споровете за авторството на Дучо важна роля играе програмата на картината, съдържаща се в рамката. Братството Лаудези, възникнало в Доминиканския орден през 1244-45 г., се стреми да укрепи проповедта и да се бори с ересите. Наборът от светци, изобразени в медальоните върху рамката, съответства на идеологическата програма на братството, което според документа е поръчител на творбата.
След „Мадона Ручелай“ Дучо създава няколко малки изображения на Богородица, които макар и да се различават по размер от неговите монументални творби, все пак носят характерните му стилови особености. Сред тях са Францисканската Мадона (23,5x16 см), наречена така заради тримата францискански монаси, изобразени до краката на Богородица, Строгановската Мадона (28x20,8 см), която е принадлежала на граф Григорий Строганов, и малката „Маестà“ (31,5x22,5 см) от Музея на изкуствата в Берн.
Въпреки че Дучо е известен като майстор на големия формат, учените припомнят, че той многократно е рисувал таволети – корици на счетоводни книги, които са с подобни размери. Това показва, че той е владеел техниката на миниатюрата. Всички тези изображения следват византийската иконография, но съдържат нововъведения, които ги отличават от традиционните образци.
Към тази група произведения се присъединява и „Лондонският триптих“ (61x78 см), в чийто централен панел са изобразени Мадоната с Младенеца, заобиколени от четири ангела, а на страничните панели – свети Доминик и света Агнес. Тази творба стилистично се свързва със Строгановската Мадона и вероятно датира от около 1300 г.
Две произведения от Националната галерия на Умбрия често се свързват с Дучо ди Буонинсеня – „Мадоната с Младенеца“, приписана му от изследователя Курт Вайгелт през 1911 г., и Полиптих № 28, който италианският историк на изкуството Енцо Карли определя като негово дело. Въпреки това, повечето учени смятат, че Полиптих № 28 е продукт на неговата работилница, а не лично негово творение. 
В „Мадоната с Младенеца“ се забелязва напълно готически мафориум, като Дучо акцентира върху неговите невизантийски гънки и изобразява необичаен жест на Младенеца, което е характерно за неговия стил. Експертите предполагат, че тази творба е била част от разчленен полиптих, което допълнително усложнява въпроса за нейното авторство.
„Полиптих № 47“ е едно от последните произведения, свързвани с Дучо ди Буонинсеня, създадено между 1311 и 1318 г. за болницата Санта Мария дела Скала в Сиена. Днес творбата се съхранява в Националната пинакотека на Сиена. Полиптихът е в лошо състояние, като от всичките му части само централният панел, изобразяващ Мадоната с Младенеца, се приписва на самия Дучо. Останалите елементи, включително фигурите на света Агнеса, свети Йоан Евангелист, свети Йоан Кръстител и света Мария Магдалена, вероятно са дело на неговата работилница. Споровете около авторството на тази творба продължават, като някои изследователи смятат, че определени части от полиптиха повтарят мотиви от „Маестà“, което подсказва, че са дело на учениците на Дучо. Въпреки това, монументалността и пространствената организация на композицията остават впечатляващи и свидетелстват за влиянието на майстора върху сиенската школа.

### Маестà
„Маестà“ на Дучо ди Буонинсеня е едно от най-великите произведения на Проторенесанса и сиенската живопис. Създадена между 1308 и 1311 г., тази монументална олтарна картина е предназначена за Сиенската катедрала и се отличава със своите внушителни размери – 4,24 x 4 метра
Композицията представя Дева Мария на трон, заобиколена от ангели и светци на лицевата страна, докато обратната страна изобразява сцени от Страстите Христови. Към централния панел първоначално са били прикрепени около 60 по-малки табла, които през XVIII век са отделени от олтара. Днес някои от тях са загубени, а други се намират в различни музеи, включително .
Любопитен факт е, че на 9 юни 1311 г. творбата е внесена в катедралата с тържествена процесия, в която участват религиозни и граждански власти, както и множество жители на Сиена. Това подчертава огромното значение на произведението за града, тъй като Богородица е смятана за неговата покровителка.
Освен „Маестà“ Дучо има принос и в архитектурната украса на катедралата – през 1288 г. по негов чертеж е възстановен най-старият монументален витраж в Италия, разположен в кръглия прозорец на апсидата.

#### Състав и иконография
Маестà е двустранно произведение, лицевата страна е посветена на Дева Мария, а обратната – на Иисус Христос. По развитост на иконографията може да се сравни с фрескови цикли, украсяващи стените на църквите. В нея, както и в останалите си произведения, Дучо остава тясно свързан с готическото изкуство. Днес творбата се съхранява в музея на Сиенската катедрала.  

#### Лицева страна
На лицевата страна на „Маестà“ е представена Богородица, седяща на мраморен трон с инкрустации, с Младенеца на ръце, заобиколена от 12 ангели, 19 светци и апостоли. На трона са написани две молитви: молят я да дари мир на Сиена и слава на нарисувалия я художник Дучо („MATER SCA DEI /SIS CAUSA SENIS REQUEI/ SIS DUCIO VITA/ ТЕ QUIA PINXIT ITA“). От двете страни на трона има по два ангела. От лявата страна, сред другите, стоят Йоан Богослов (изобразен като старец с брада и книга), апостол Павел със своя меч, а последната на реда е света Екатерина Александрийска с палмова клонка. От дясно на Йоан Кръстител е апостол Петър (с книга), а последната е света Агнеса (държи медальон с Агнеца).
В долната част са изобразени коленичили 4 покровители на града: епископ Ансан, покръстил Сиена през 4 век, епископ Савин (отляво), мъченик Кресценций, чиито останки са погребани в катедралата от 1058 г. и Виктор, християнски войник от Сирия, покровител на Сиена от 1288 г. На втория ред има ангели, по шест от всяка страна. Зад трона също има ангели.
В горния слой над главите на светци и ангели са изписани полуфигури на останалите 10 апостоли.
Горният ред на тази страна, съгласно реконструкцията, се е състоял от епизоди от Богородичния цикъл и е включвал:
1. Ангелът съобщава на Мария за следващата я кончина (Сиена)
2. Прощаване със св. Йоан (Сиена)
3. Прощаване с апостолите (Сиена)
4. Възнесение Богородично (загубено)
5. Коронясване на Мария (загубено)
6. Успение Богородично (Сиена)
7. Погребална процесия (Сиена)
8. Погребение Богородично (Сиена)
Изглежда, че олтарът е имал връх под формата на вимперги и вероятно пинакли.[3] Смята се, че във вимпергите е имало още 6 изображения на ангели, четири от които се съхраняват в Брюксел, Филаделфия, Нидерландия и Масачузетс.
Долният ред (предели) е реконструиран така:
9. Благовещение (Национална галерия, Лондон)
10. Пророк Исая (Национална галерия, Вашингтон)
11. Рождество (Национална галерия, Вашингтон)
12. Пророк Йезекиил (Национална галерия, Вашингтон)
13. Поклонение на влъхвите (Сиена)
14. Цар Соломон (Сиена)
15. Сретение Господне (Сиена)
16. Пророк Малахия (Сиена)
17. Избиване на младенците (Сиена)
18. Пророк Йеремия (Сиена)
19. Бягството в Египет (Сиена)
20. Пророк Осия (Сиена)
21. Христос сред учители (Сиена)

#### Обратна страна
Обратната страна на олтара е посветена на историята на Исус Христос и по-специално на Страстите Христови. Също като предната, се е състояла от три нива - централно (илюстрирана), горно, увенчано с ангели, и долно (предела). (Вж. реконструкцията).
За разлика от външната страна на тази дъска, която е изцяло заета от голямо изображение на Богородица на престола, обратната страна е разделен на 26 отделни панела, които заедно с долния и горния ред съставляват 43 евангелски епизода. Хронологичната последователност на развитието на историята премина от долния етаж до тавана на катедралата.
Тук са изобразени 14 композиции със сюжети от „Страстите Христови“. Те са подредени в два реда от по 7 изображения, които, с изключение на „Влизане в Йерусалим“ и „Разпятие“, включват по две сцени разположени една над друга. Фоновете са позлатени.
Според някои изследователи Дучо е оприличил фигурата на Христос, стоящ пред Пилат със Симоне Мартини в една от композициите на обратната страна.
Долен ред (предела), посветен на епизоди на влизането в Йерусалим:
a. Кръщение (загубено)
b. Изкушението на Иисус (Сиена)
c. Изкушението на Иисус на върха на планината (Колекция „Фрик“, Ню Йорк)
d. Призоваване на апостолите Петър и Андрей (Национална галерия, Вашингтон)
e. Брак в Кана Галилейска (Сиена)
f. Иисус и самарянката (Музей „Тисен-Борнемиса“, Мадрид)
g. Изцеление на слепия (Национална галерия, Лондон)
h. Възкресение (Национална галерия, Лондон)
i. Възкресението на Лазар (Музей „Кимбъл“, САЩ)
Централният ред е запазил целостта си и се намира в Сиена. Той е почти изцяло посветен на Страстите Христови с изключение на последните 4 сцени, свързани с Възкресението:
1. Вход в Йерусалим
2. Тайната вечеря
3. Измиване на краката
4. Христос пророкува предателство на учениците
5. Юда получава 30 сребърника
6. Молитва за чаша
7. Целувката на Юда
8. Исус пред Пилат Понтийски
9. Исус е обвинен от фарисеите
10. Исус пред Каяфа
11. Оскверняване
12. Отричане от апостол Петър
13. Исус пред Анна
14. Исус пред цар Ирод
15. Втора среща между Исус и Пилат
16. Увенчаване с тръни
17. Бичуване
18. Пилат Понтийски си измива ръцете
19. Кръстен път
20. Разпятието е централен елемент на композицията
21. Снемане от Кръста
22. Погребение
23. Жени-мироносци на гроба
24. Пътят към Емаус
25. Noli me tangere
26. Христос в Лимбо

Горният ред е посветен на епизоди, случили се след Възкресението:

А. Явяването на Христос пред затворени врати (Сиена)
B. Уверението на апостол Тома (Сиена)
C. Явяването на Христос на езерото Тиберий (Сиена)
D. Възнесение на Исус (вероятно изгубено)
Е. Христос в слава (вероятно изгубен)
F. Поява на Христос на планината (Сиена)
G. Явяване на апостолите (Сиена)
H. Слизане на Светия Дух (Сиена)
- Панели
- Появата на Христос пред затворени врати.
- Неверието на Тома Неверни, 1461 г.
- Гръб, увенчаване на олтара с цикъл от Петдесетница, сцена: Появата на Христос при Тивериадското езеро (Генезарет)
- Табло на олтара на катедралата в Сиена, обратна страна, увенчаване на олтара с цикъл от Петдесетница, сцена: Появата на Христос на планината Галил
- Явяването на Христос пред апостолите. 1308-1311. Сиена, музей на катедралата.
- Олтарно табло на Сиенската катедрала, обратна страна, увенчаване на олтара с цикъл на Петдесетница, сцена: Петдесетница
- Явяването на Иисус пред Пилат
- Успение Богородично, Катедрален музей на Сиена

### Други произведения
Сред запазените произведенията на художника са:
1. Малка олтарна картина „Маестà“, Художествен музей, Берн
2. Миниатюрната „Мадона на францисканците“ – Национална пинакотека, Сиена
3. Мадона с младенеца – Галерия Сабауда, Торино
4. Проект за витража за хора на Сиенската катедрала. Последният е изпълнен от Дучо през 1288 г., за което има запазени документи.[5]

Понякога му се приписват „Мадоната с Младенца“ в Кастелфиорентино, „Бучуване на Христос“ в Ню Йорк (Колекция „Фрик“) и „Маестà“ в църквата „Серви“ в Болоня.
Джорджо Вазари в своята биография на Дучо ди Буонинсеня разказва, че майсторът се е занимавал и с архитектура. Няма други данни, потвърждаващи твърдението му.